# Mageochaeta
Mageochaeta là một chi bướm đêm thuộc họ Noctuidae.